# Armadilloniscus iliffei
Armadilloniscus iliffei is een pissebed uit de familie Detonidae. De wetenschappelijke naam van de soort is voor het eerst geldig gepubliceerd in 1989 door Taiti & Ferrara.